# Museo dell'Opera del Duomo (Orvieto)
Il Museo dell'Opera del Duomo è sito in Piazza Duomo ad Orvieto (provincia di Terni).

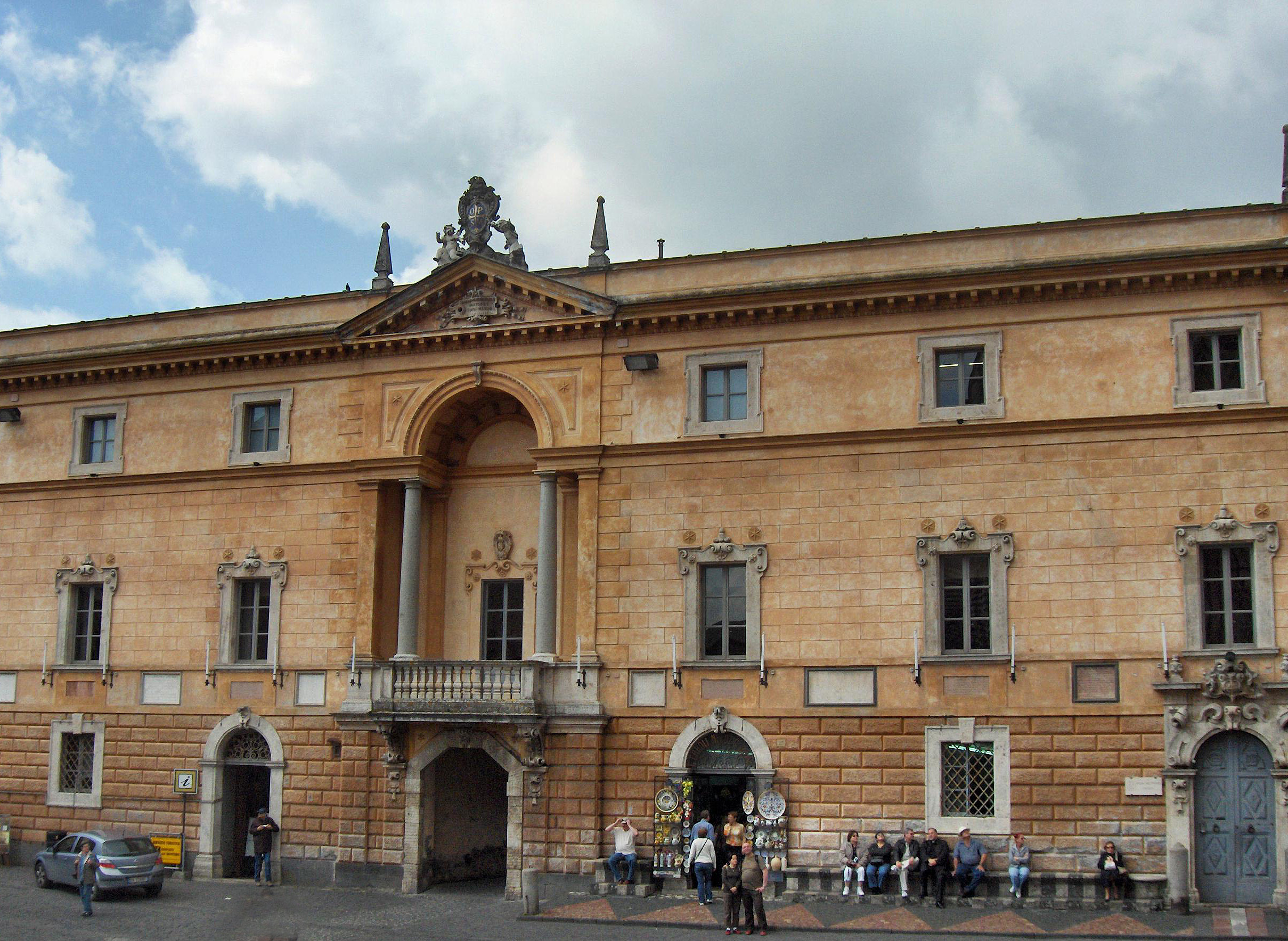
Palazzo dell'Opera del Duomo d'Orvieto

Il museo ospita sculture e opere di varie epoche dal Duecento in poi, tra cui: terrecotte invetriate di Della Robbia, il reliquiario del cranio di San Savino, bozze su pergamena dei progetti del Duomo di Orvieto, la Maestà dei Servi di Coppo di Marcovaldo, l'autoritratto e la Maddalena di Luca Signorelli, il polittico di San Domenico di Simone Martini, il gruppo dell'Annunciazione di Francesco Mochi, preziosi oggetti di arte orafa, ecc.